# マードレ・デ・ディオス県
マードレ・デ・ディオス県（マードレ・デ・ディオスけん、スペイン語: Región Madre de Dios）は、ペルーを構成する24の県の1つである。

## 隣接する県
- アクレ州
- パンド県
- ラパス県
- プーノ県
- クスコ県
- ウカヤリ県

## 行政区画
行政区画は3つの郡（英語：provinces。スペイン語：provincias、単数：provincia）に分けられる。それらは11の地区（英語：districts。スペイン語：distritos、単数：distrito）から構成される。
郡は以下の通りである。
| No | 郡名      | 中心地           | 図 |
| -- | --------- | ---------------- | -- |
| ■  | Manu      | Salvación        |    |
| ■  | Tahuamanu | Iñapari          |    |
| ■  | Tambopata | Puerto Maldonado |    |